# غلوريا مورغان فاندربلت
غلوريا مورغان فاندربلت (بالإنجليزية: Gloria Morgan Vanderbilt)‏ هي نجمة اجتماعية وممثلة أمريكية، ولدت في 23 أغسطس 1904 في لوسرن في سويسرا، وتوفيت في 13 فبراير 1965 في هوليوود في الولايات المتحدة بسبب سرطان.